# Parque Guajará

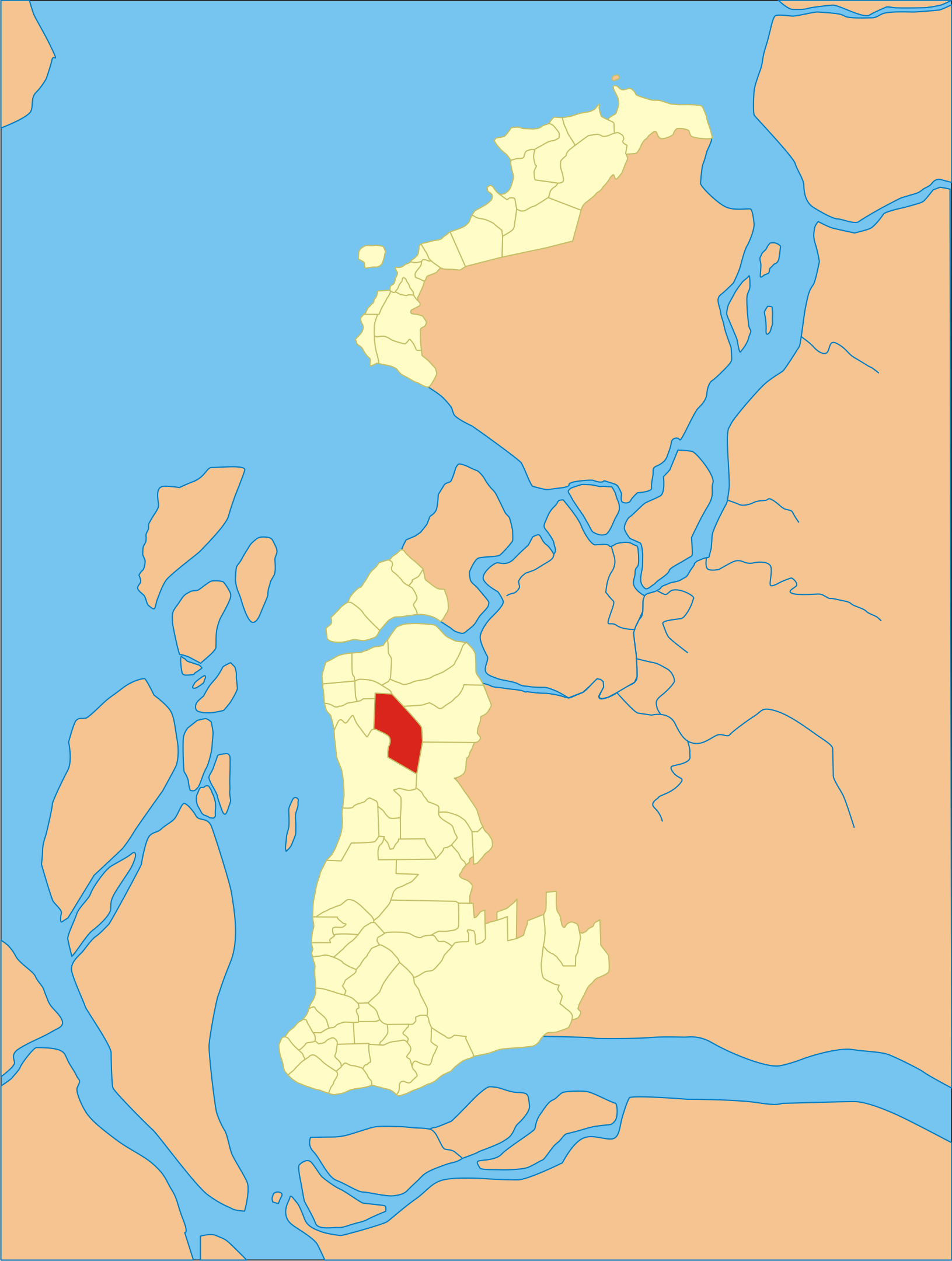
Localização do bairro Parque Guajará em Belém

O Parque Guajará vem transitando de região essencialmente rural para fabril do Distrito de Icoaraci, com algumas serrarias entre outras de beneficiamento de alimentos e gás industrial, mas é cada vez maior o número de condomínios e conjuntos habitacionais, bem como de áreas ocupadas irregularmente por famílias de baixa renda. O bairro está basicamente entre a rodovia Augusto Montenegro e a Estrada do Tapanã, no Bairro estão localizados alguns conjuntos como Eduardo Angelim, Parque Amazônia,café Liberal e Tocantins. 
Ruas e avenidas
- Rua Café Liberal
- Avenida Augusto Montenegro
- Avenida 17 de Abril
- Rua Severa Romana
- passagem Vidal
- Rua Mario Andreaza